# Petrus van der Velden
Pour les articles homonymes, voir Van der Velden.
Petrus van der Velden, né le 5 mai 1837 à Rotterdam (Pays-Bas) et mort le 11 novembre 1913 à Auckland (Nouvelle-Zélande), est un peintre et graveur néerlandais puis néo-zélandais.

## Biographie

### Jeunesse et débuts aux Pays-Bas
Petrus van der Velden est né à Rotterdam ; ses parents sont Jacoba van Essel et Joannes van der Velden, un gérant d'entrepôt. Petrus commence à prendre des leçons de dessin à treize ans et devient un apprenti en lithographie.
En 1858, il fonde une société d'impression lithographique à Rotterdam avec J. G. Zijderman.
Les premières peintures connues de van der Velden datent d'environ 1864. En 1867, il perd patience avec son affaire d'impression lithographique et commence à peindre et à exposer à temps plein.
Il étudie aux académies de Rotterdam (où il s'inscrit en 1868) et Berlin (1869).

### École de La Haye
Après un séjour sur l'île de Marken (1871-1873), il s'installe à La Haye (ou environs) en 1888. Il fait partie de l'École de La Haye de par ses origines stylistiques et artistiques. Il peint principalement des scènes de genre telles que Les Funérailles néerlandaises (1872, collection de la Christchurch Art Gallery (en)) et Le Vieux Violoncelliste (1887, Musée municipal de La Haye) et des paysages, comme Neige sur des dunes de sable (1889–90, collection du Te Papa Tongarewa, Wellington). Les œuvres qu'il a réalisées à cette époque montrent une tension entre le naturalisme et le réalisme romantique, dans le style de Jozef Israëls.
Il a par ailleurs séjourné à Wassenaar de 1875 à 1884.

Œuvres de sa période de La Haye
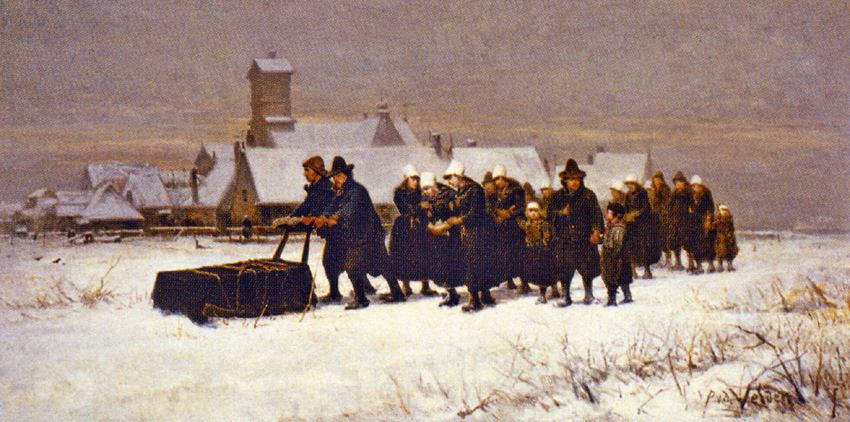
Les Funérailles néerlandaises (1872)
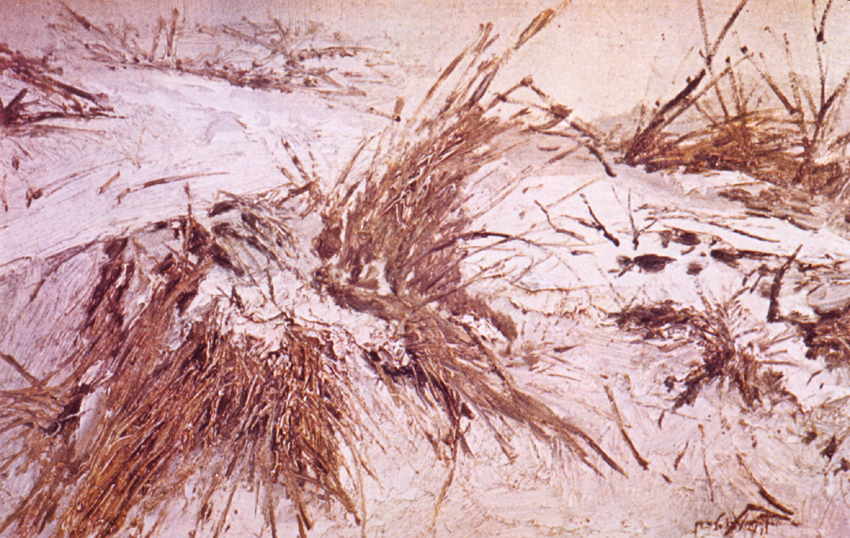
Neige sur des dunes de sable (1880)

### Vie et carrière en Nouvelle-Zélande
En 1890, van der Velden émigre en Nouvelle-Zélande avec son épouse et ses enfants (deux fils) à l'âge de 53 ans. Il arrive à Christchurch, où il reste jusqu'en 1898.
C'est dans les années 1890 que van der Velden découvre Otira Gorge sur la côte ouest, qui lui fournit son sujet de prédilection, et celui qui lui vaut le plus de succès. Il fait son premier voyage en janvier-février 1891, et sa première œuvre produite est Cascade dans l'Otira (ou Waterfall in the Otira, Mountain Stream, 1891). Van der Velden traite le paysage de l'Otira comme la possibilité d'évoquer le sublime ; l'un de ses étudiants a plus tard commenté :

« La dernière fois que j'ai été à Otira, un résident de la zone qui se rappelait van der Velden m'a raconté que le Néerlandais était à l'évidence un peu fou. À l'évidence ? Oui ; parce que toutes les fois où la tempête grondait, le vent hurlait, et qu'il pleuvait à verse, van der Velden allait à la Gorge, alors que toutes les fois où le soleil brillait sans le moindre nuage, il se couchait sur le dos dans l'herbe près de l'hôtel et dormait »

Waterfall in the Otira a été montrée dans des expositions des sociétés artistiques d'Auckland, Christchurch et Dunedin, et rencontre un bon succès critique. La peinture a été acquise par l'Otago Art Society pour la Dunedin Public Art Gallery (en) en 1893, pour la somme significative de 300 £. Van der Velden retourne à l'Otira Gorge et dans la région d'Arthur's Pass à l'hiver 1893, quand il ajoute le mont Rolleston à ses motifs d'Otira. Bien que van der Velden ne fasse que deux voyages pour faire des esquisses d'Otira, il revient à ces sujets plusieurs fois, et ce également quand il vit à Wellington dans les années 1910. Parmi ces œuvres tardives, sont notables Mont Rolleston, Otira Gorge, Côte Ouest, Nouvelle-Zélande (ou Mount Rolleston, Otira Gorge, West Coast, New Zealand, ca. 1911, conservée au musée Te Papa Tongarewa et Otira Gorge (1912), dans la collection du musée d'art d'Auckland.
Vers 1894, van der Velden a pris plusieurs étudiants, dont Sydney Lough Thompson, Robert Procter, Cecil Kelly, Elizabeth Kelly, Leonard Booth et Raymond McIntyre (en). Sa méthode d'ancienneté met l'accent sur l'acquisition d'un rapprochement intime avec le sujet en réalisant de nombreux dessins d'études.

Œuvres réalisées en Nouvelle-Zélande
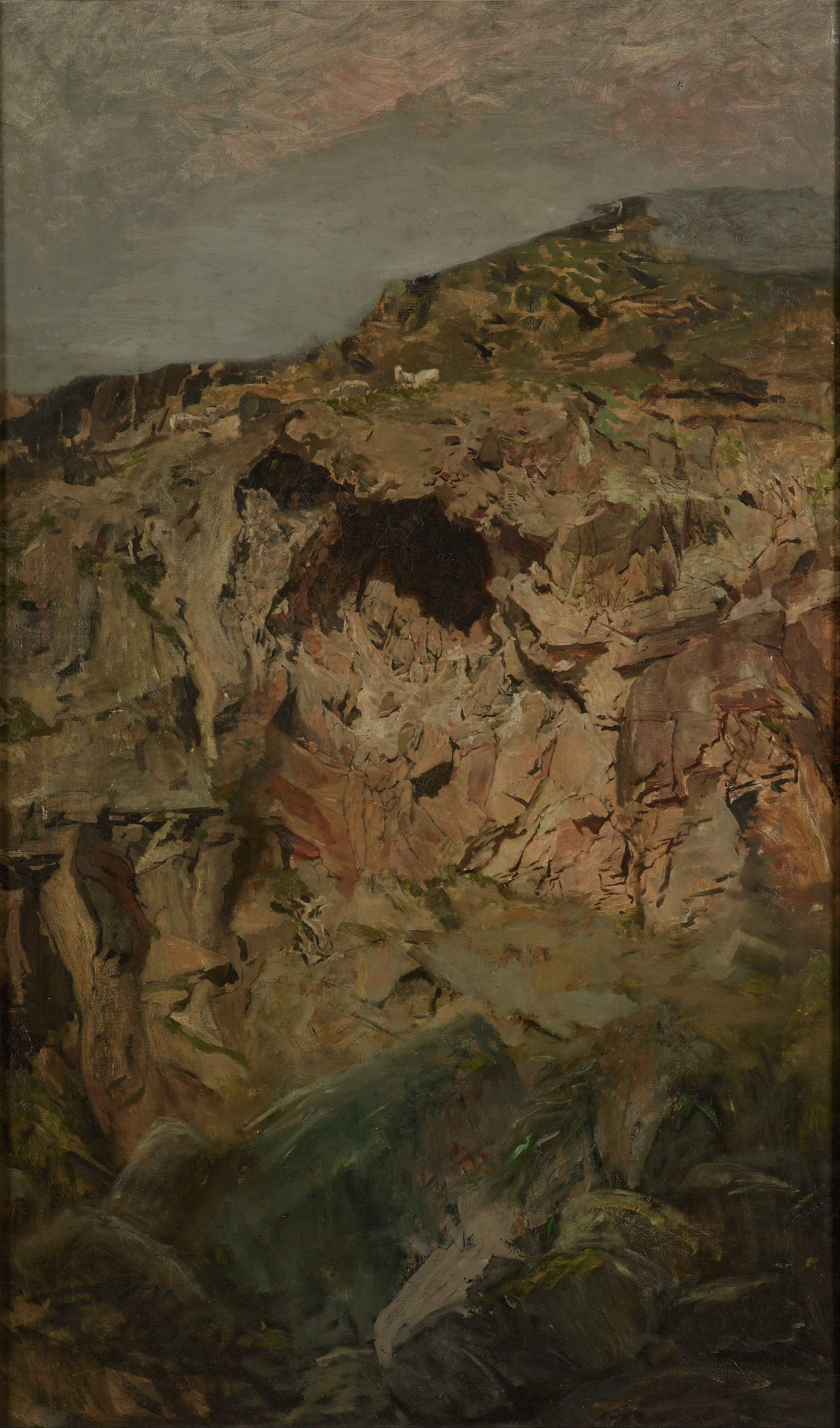
Étude de rocher, ca. 1890 (Te Papa, Wellington)
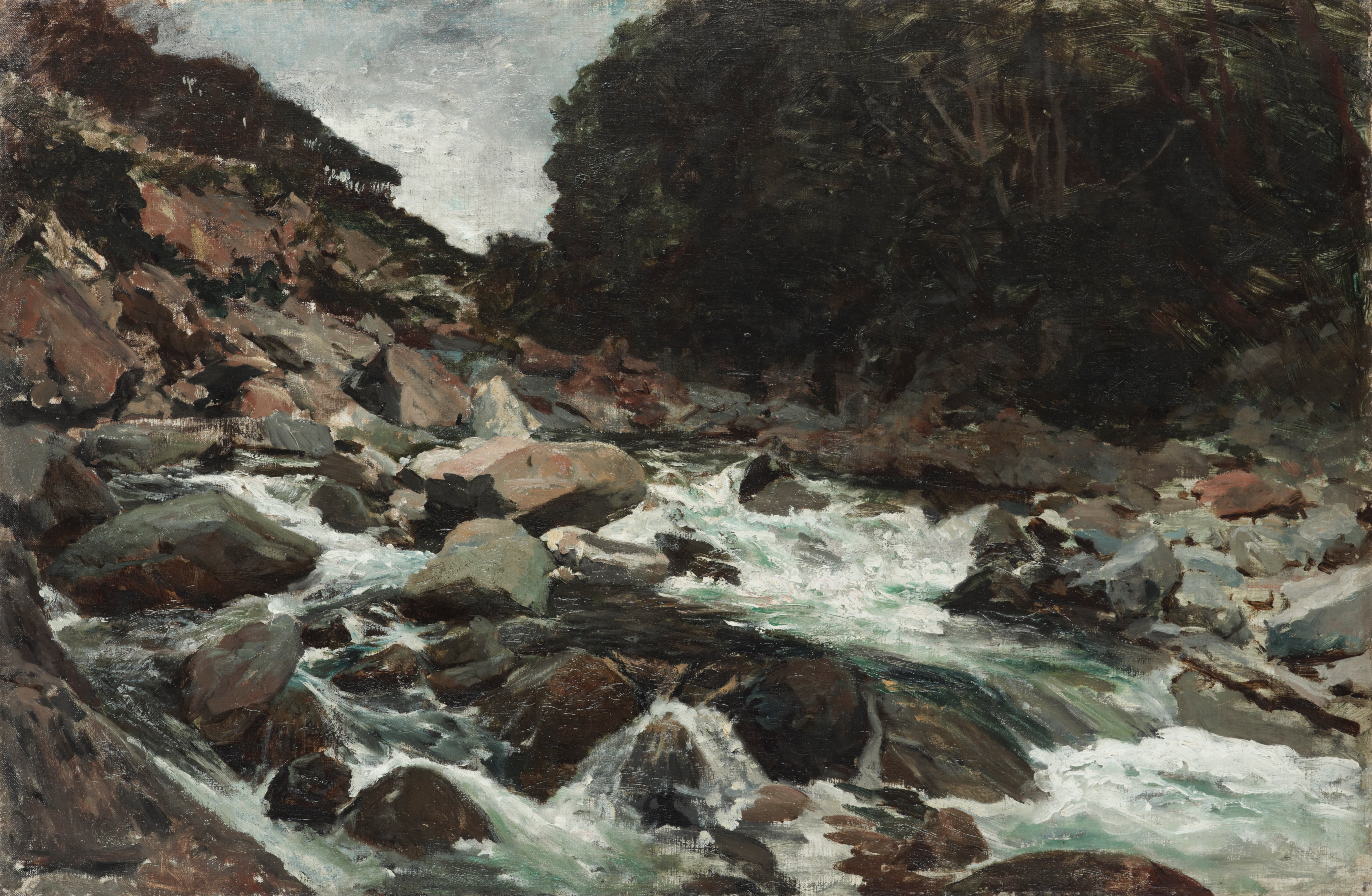
Mountain stream, Otira Gorge, ca. 1893 (Te Papa, Wellington)
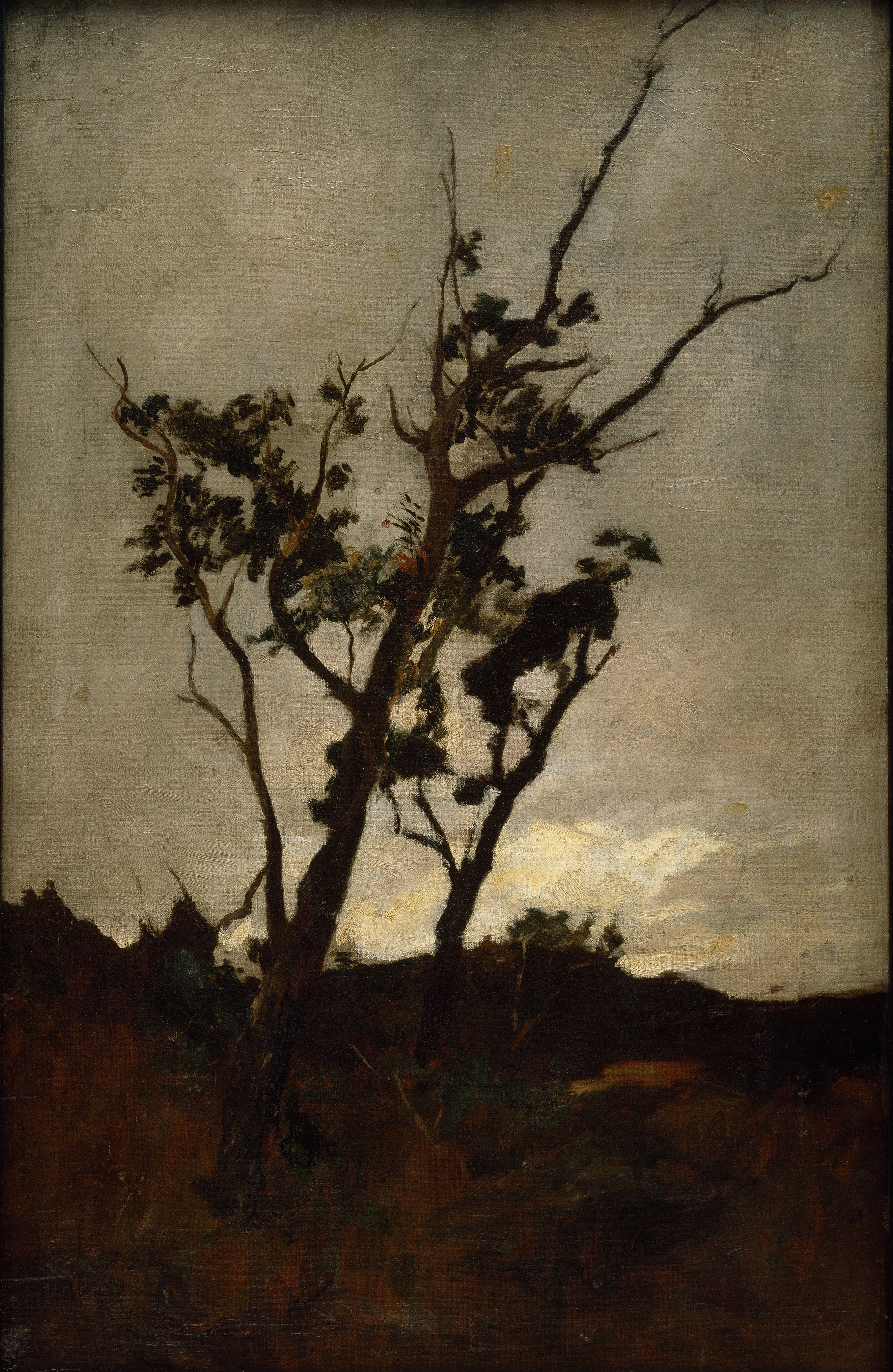
Étude d'arbre, 1893-1898 (Te Papa, Wellington)
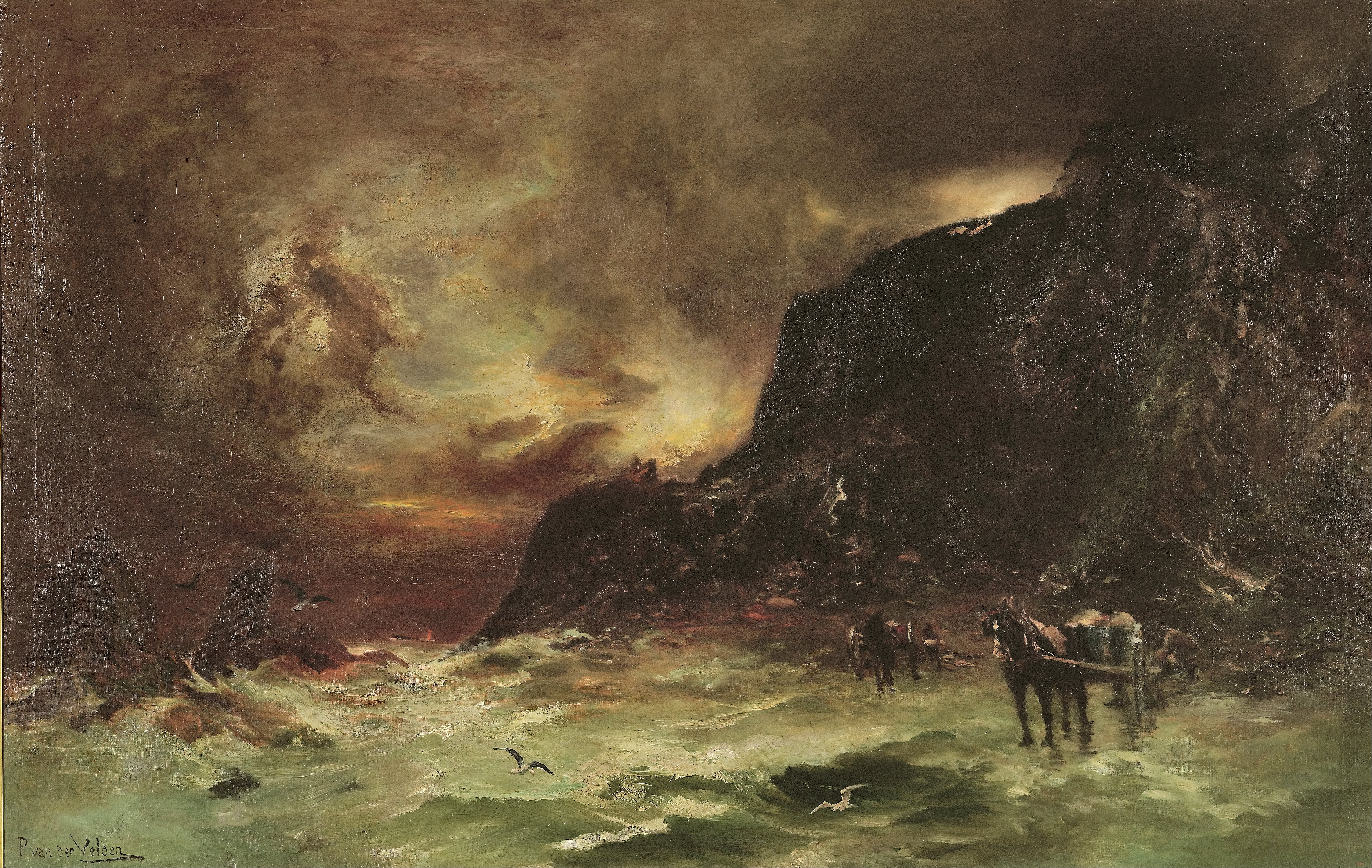
Storm at Wellington Heads, ca. 1908 (Te Papa, Wellington)

### Vie et carrière en Australie
Van der Velden et sa famille prennent la mer pour Sydney qu'il atteignent en avril 1898. On sait peu de choses sur son séjour à Sydney, si ce n'est que l'un de ses tableaux, Disillusioned (également connu comme The sorrowful future, peint à Christchurch) a été vendu à la Galerie d'art de Nouvelle-Galles du Sud pour 400 £.
Son épouse Sophia est morte en Australie le 1er mai 1899. Leur fille Riek rentre en Nouvelle-Zélande en 1890. Van der Velden vit les trois premiers mois de 1901 au Carrington Hospital for Convalescents à Camden, en périphérie de Sydney.

### Retour en Nouvelle-Zélande et mort
À Sydney, van der Velden rencontre sa seconde femme, Australia Wahlberg. En janvier 1904, lui et Australia partent pour Wellington, en Nouvelle-Zélande : ils s'y marient le 4 février. Leur fils Noel est né à Christmas Day en 1905 mais est mort 26 jours plus tard.
Un deuxième enfant, leur fille Melba (appelée ainsi d'après la soprano Nellie Melba, que le peintre admirait beaucoup), est née en mai.
Lors d'une visite à Auckland, van der Velden attrape une bronchite et meurt d'un arrêt cardiaque le 11 novembre 1913. Il est enterré dans une tombe non marquée dans le cimetière de Waikaraka. Australia et Melba van der Velden rentrent à Sydney en 1914.

## Conservation
La plupart de ses œuvres sont conservées en Nouvelle-Zélande, et en particulier au musée de la Nouvelle-Zélande Te Papa Tongarewa.